# Ashley Hugill
Ashley Hugill (York, 28 settembre 1994) è un giocatore di snooker inglese.